# Stegosauridae
Stegosauridi ("zastřešení ještěři") byla čeleď býložravých ptakopánvých dinosaurů ze skupiny Thyreophora. Vyskytovali se v období střední jury až spodní křídy (před 170 až 100 miliony let) na území několika kontinentů. Jejich evoluční počátky v období střední jury i vyhynutí v době konce rané křídy jsou zatím stále předmětem dohadů.

## Výskyt
Poslední známí zástupci stegosauridů, jako byl pochybný čínský rod Stegosaurides, mohli žít ještě v období končící rané (spodní) křídy, zhruba před 115 až 100 miliony let. Posledním (geologicky nejmladším) známým stegosauridem je však nejspíš druh Yanbeilong ultimus, jehož fosilie jsou známé z asi 120 až 100 milionů let starých sedimentů na území čínské provincie Šan-si.

## Popis
Fosilie těchto dinosaurů často obsahují charakteristické osteodermy a kostěné hřbetní pláty nebo bodce. Dlouhé kolce na ocase sloužily nepochybně k aktivní obraně před dravými teropody. Obranu stegosauridů zajišťovaly v některých případech až 90 cm dlouhé ocasní bodce, sloužící k aktivní a zřejmě velmi efektivní obraně, jak ukazují například i objevy poškozených obratlů dravých alosaurů, nesoucí stopy po bodných zraněních stegosauřími ocasními hroty.
Největším a zároveň nejznámějším zástupcem čeledi je severoamerický rod Stegosaurus, jehož zástupci dosahovali délky až kolem 9 metrů. Podobných rozměrů však dosahoval také evropský Dacentrurus. Největší známí stegosauridi dosahovali pravděpodobně délky kolem 10 metrů a hmotnosti až přes 7 tun.
Na severozápadě Číny byl objeven otisk stopy velmi malého jedince (patrně mláděte druhu Wuerhosaurus homheni) o délce pouhých 5,7 cm. Jedná se o nejmenší dosud známý otisk stopy stegosauridního dinosaura.
V rozporu s dlouho opakovanými legendami a zprávami neměli stegosauři žádný "druhý mozek". Jednalo se pouze o rozšíření nervového kanálu v pánevní oblasti.

## Historie
Fosilie stegosauridů byly objeveny již v polovině 19. století. Populární skupinou dinosaurů se stali již na konci stejného století, zejména díky objevu populárního rodu Stegosaurus. Fosilie těchto dinosaurů však byly objeveny i v Evropě, Asii a Africe. Počátkem 20. století se objevila domněnka, že stegosauři mohli mít v těle "druhý mozek", umístěný nad pánevní oblastí. Dnes víme, že se pravděpodobně jednalo o rozšíření nervového kanálu v podobě tzv. glykogenového tělíska, sloužícího jako zásoba tukových buněk pro lepší řízení zadních končetin.

## Zástupci čeledi
- Alcovasaurus
- Chialingosaurus
- Jiangjunosaurus
- Kentrosaurus
- Loricatosaurus
- Tuojiangosaurus
- ?Mongolostegus
- Dacentrurinae
  - Dacentrurus
  - Miragaia
  - Thyreosaurus
- Stegosaurinae
  - Hesperosaurus
  -  ?Hypsirhophus
  - Lexovisaurus
  - Stegosaurus
  - Wuerhosaurus
  - Yingshanosaurus